# Локалитет Дреновац
Локалитет Дреновац је локалитет у режиму заштите I степена, површине 3,90ha, у северном делу НП Фрушка гора.
Налази се у ГЈ 3805 Беочин манастир-Катанске ливаде-Осовље, одељење 30, одсеци „г” и „ф”. Локалитет је термофилни шумски екосистем представљен заједницом медунца и цера са црним јасеном и рујем (Orno-Qercetum cerris virgilliane Jov. et Vuk. 1977).